# Urząd morski

Flaga statków hydrograficznych oraz dozorczych urzędu morskiego.

Urząd morski – aparat pomocniczy terenowych organów administracji morskiej w Polsce, jakimi są dyrektorzy urzędów morskich.
Minister właściwy do spraw gospodarki morskiej (obecnie Minister Infrastruktury) - jako naczelny organ administracji morskiej, sprawuje nadzór nad działalnością dyrektorów urzędów morskich w zakresie uregulowanym w ustawie o obszarach morskich RP i administracji morskiej.
Do organów administracji morskiej na podstawie przepisów art. 42 ust. 2 powyższej ustawy należą sprawy z zakresu administracji rządowej związane z korzystaniem z morza w zakresie unormowanym ustawą i innymi ustawami. W szczególności do organów administracji morskiej należą sprawy:
- bezpieczeństwa żeglugi morskiej;
- ochrony portów morskich i żeglugi morskiej (w tym obronność, zapobieganie aktom terroru oraz likwidacji skutków zaistniałych zdarzeń);
- korzystania z dróg morskich oraz portów i przystani morskich;
- bezpieczeństwa badań i eksploatacji zasobów mineralnych dna morskiego;
- ochrony środowiska morskiego przed zanieczyszczeniem wskutek korzystania z morza oraz przez zatapianie odpadów i innych substancji w zakresie nieuregulowanym przepisami prawa geologicznego i górniczego;
- ratowania życia, prowadzenia prac podwodnych i wydobywania mienia z morza;
- nadzoru przeciwpożarowego w polskich obszarach morskich oraz morskich portach i przystaniach;
- uzgadnianie decyzji w sprawie wydawania pozwoleń wodnoprawnych i pozwoleń budowlanych na obszarze pasa technicznego, morskich portów i przystani, morskich wód wewnętrznych i morza terytorialnego, jak również wszelkich innych decyzji dotyczących zagospodarowania tego pasa;
- budowa, rozbudowa i utrzymywanie systemu zabezpieczania przeciwpowodziowego terenów nadmorskich i ochrona umocnień brzegu, wydm i zalesień ochronnych wraz z ochroną pasa nadbrzeżnego, zapewnienie stabilizacji linii brzegowej według stanu z 2000 r. i zapobiegania zanikowi plaż, monitorowania brzegów morskich, a także wykonywanie czynności, prac i badań dotyczących ustalenia aktualnego stanu brzegów morskich mające na celu wskazanie koniecznych i niezbędnych działań zmierzających do ratowania brzegów morskich[2],
- wyznaczania dróg morskich, kotwicowisk i badania warunków ich żeglowności;
- oznakowania nawigacyjnego dróg morskich i kotwicowisk w portach i przystaniach morskich oraz na wybrzeżu;
- nakładania grzywien w postępowaniu mandatowym za wykroczenia w trybie przewidzianym w przepisach o postępowaniu w sprawach o wykroczenia;
- wydawania oraz uzgadniania decyzji wynikających z przepisów ustawy o portowych urządzeniach do odbioru odpadów i pozostałości ładunkowych ze statków;
- sporządzania planów zagospodarowania przestrzennego morskich wód wewnętrznych, morza terytorialnego i wyłącznej strefy ekonomicznej;
- wykonywania kontroli w zakresie zgodności z zasadniczymi lub innymi wymaganiami wprowadzonych do obrotu lub oddanych do użytku wyrobów wyposażenia morskiego oraz rekreacyjnych jednostek pływających;
- nadawania nazw statkom morskim;
- organizacji pilotażu morskiego;
- budowy i utrzymywania obiektów infrastruktury zapewniającej dostęp do portów i przystani morskich;
- zarządzania portami niemającymi podstawowego znaczenia dla gospodarki narodowej i przystaniami morskimi, w których nie powołano podmiotu zarządzającego w trybie przepisów ustawy o portach[3], w zakresie przewidzianym w tych przepisach;
- planowania rozwoju portów i przystani morskich, o których mowa powyżej;
- monitorowania i informowania o ruchu statków;
- ewidencji ładunków i pasażerów;
- nadzoru nad wprowadzonymi do obrotu lub oddanymi do użytku wyrobami wyposażenia morskiego oraz rekreacyjnymi jednostkami pływającymi, o którym mowa w przepisach ustawy o systemie oceny zgodności[4];
- zarządu nad morzem terytorialnym i morskimi wodami wewnętrznymi oraz nad gruntami pokrytymi tymi wodami, o którym mowa w przepisach ustawy Prawo wodne[5];
- wykonywania zadań w dziedzinie ochrony przed powodzią, o których mowa w ustawie Prawo wodne;
- kontroli paliwa u dostawców paliwa dostarczanego na statki.

Na podstawie ustawy o udostępnianiu informacji o środowisku i jego ochronie dyrektorzy urzędów morskich są organem opiniującym i uzgadniającym:
- realizację przedsięwzięć na obszarach morskich w ramach postępowań w sprawie oceny oddziaływania na środowisko i na obszar Natura 2000;
- skutki realizacji polityk, strategii, planów lub programów dotyczących obszarów morskich w ramach strategicznych ocen oddziaływania na środowisko.

Zgodnie z art. 27a ust. 2 ustawy o ochronie przyrody dyrektor urzędu morskiego sprawuje nadzór nad obszarami Natura 2000 lub proponowanymi obszarami mającymi znaczenie dla Wspólnoty wyznaczonymi na obszarach morskich, z zastrzeżeniem art. 32 ust. 5 ww. ustawy, który mówi, że w przypadku gdy obszar Natura 2000 obejmuje w całości lub w części obszar parku narodowego, sprawującym nadzór nad obszarem Natura 2000 w granicach parku narodowego jest dyrektor parku narodowego. Na podstawia art. 29 ustawy o ochronie przyrody, sprawujący nadzór nad obszarem Natura 2000 sporządza plan ochrony dla obszaru Natura 2000 lub jego części. Ponadto na podstawie art. 171 ust. 2 ustawy Prawo wodne dyrektorzy urzędów morskich przygotowują mapy zagrożenia powodziowego oraz mapy ryzyka powodziowego od strony morza, w tym morskich wód wewnętrznych.
Urzędy Morskie są armatorami jednostek pływających, służących do transportu, obsługi, wymiany i kontroli pław morskich, wykonywania pomiarów hydrograficznych (z obróbką i opracowywaniem pomiarów), holowania i lodołamania oraz wsparcia innych służb w ratownictwie morskim (np. przy gaszeniu pożarów i zwalczaniu rozlewów olejowych). Takim statkiem jest eksploatowany w 1982 "Zodiak", który zostanie zastąpiony przez zwodowanego 26 lipca 2019 w Stoczni Remontowa Shipbuilding w Gdańsku "Zodiaka II", pierwszą z dwóch wielozadaniowych jednostek zamówionych dla Urzędów Morskich w Gdyni i Szczecinie. Jednostki te osiągać będą prędkość 13 węzłów i posiadać rozmiary: 60 metrów długości, 13 szerokości i zanurzenie na poziomie 3,5 metra. Stary "Zodiak" 11 stycznia 2021 przekazany JW 2305 Grom jako poligon szkoleniowy.
Rozporządzenie w sprawie utworzenia urzędów morskich określa terytorialny zakres działania dyrektora Urzędu Morskiego w Gdyni i Szczecinie.
Na terytorium Rzeczypospolitej działają dwa urzędy morskie:
- Urząd Morski w Gdyni
- Urząd Morski w Szczecinie.

Do 1 kwietnia 2020 istniał również Urząd Morski w Słupsku.